# پیاکووو
پیاکووو (به صربی: Pljakovo) یک منطقهٔ مسکونی در صربستان است که در کورشوملیا واقع شده‌است. پیاکووو ۷۸ نفر جمعیت دارد.